# Moniek Boersma
Moniek Boersma (Dronten, 3 november 1985) is een Nederlandse musicalartieste en zangeres.
Ze studeerde Muziektheater aan de Fontys Hogeschool voor de Kunsten in Tilburg; deze opleiding rondde ze in 2012 af. Sindsdien speelde ze een rol in de Nederlandse toerproductie van Aspects of Love. Hierna verhuisde zij naar Frankrijk, waar ze te zien was in de musicals Le Bal des Vampires en sinds 2016 is ze vaste cast als Lady Capulet in de musical Romeo et Juliette. In 2019 werd ze gecast voor haar eerste hoofdrol, namelijk de rol van Molly in de Franse versie van Ghost.
Ze woont en werkt in Zuid-Frankrijk.